# 鷹山頼一
鷹山 頼一（たかやま よりかず）は、安土桃山時代から江戸時代前期にかけての武士。筒井氏家臣、のち松倉氏家臣。

## 生涯
大和国窪庄城主・窪庄伊豆守藤宗の二男として生まれる。母は筒井順政の娘。藤宗の父・頼円は同国鷹山城主の鷹山頼慶の弟として生まれ、窪庄城主となっていた。
頼一は初め、筒井順政の孫で筒井順慶の甥にあたることから順慶の養子になったという。
鷹山氏では、天正8年（1580年）に鷹山弘頼の嫡男の頼貞が、翌天正9年（1581年）に頼貞の弟の頼盛が戦死し、家名が絶えようとしていた。そのため鷹山氏の老臣たちが筒井順慶に子細を告げて、鷹山弘頼の娘と坂上尊忠の間に生まれた娘を頼一に娶わせ、頼一に鷹山氏の名跡を継がせて鷹山城主とした。
天正12年（1584年）に順慶が死去し、筒井定次がその跡を継ぐ。天正13年（1585年）、定次が伊賀に転封となると、頼一は鷹山城を去り、定次を頼って伊賀上野に移り住んだ。その際、一部の家臣は鷹山に残った。慶長7年（1602年）には、頼一の長男・頼茂が鷹山で誕生している。
その後筒井定次は、慶長8年（1603年）に改易され、慶長20年（1615年）、大坂冬の陣で豊臣家に通じたとして、嫡男・順定とともに自害させられる。筒井家が滅亡した後、頼一は所縁あることから肥前国島原の松倉重政のもとへと赴いた。
寛永12年（1635年）7月24日、頼一は病により死去した。法名は宗徳だが、鷹山に残る譜代の者たちにより頼一大徳へと改められ、鷹山円楽寺に石碑が立てられた。
頼一の子には、坂上尊忠の娘との間に生まれた頼茂の他、大和国の住人である長谷氏の娘（母は松倉重政の妹）との間に生まれた頼直、同じ母から生まれた宝寿院長測がいる。